# Educação no Paraguai
A educação no Paraguai é gratuita e obrigatória dos 7 aos 13 anos. As escolas do Paraguai possuem uma média de 700 horas de aula anuais (por ano), enquanto em países como o Chile esse valor é de 1.500. Ainda assim, as crianças passam muito menos tempo na escola do que as crianças dos outros países da América do Sul.
O reduzido número de escolas impede que muitos jovens estudem, a taxa de desistência permanece alta, e quase sempre as crianças têm que trabalhar no campo para cuidar de suas famílias.

## História
Historicamente, o Paraguai não tem valorizado a educação. Durante o governo do presidente Alfredo Stroessner Mattiauda (1954 - 1989), as iniciativas de educação foram desestimuladas em favor de preocupações econômicas e tarefas para controlar adversidades políticas, e o salário dos professores caiu para níveis extremamente baixos. A constituição de 1992 tentou remediar o longo histórico de neglicenciamento da educação. 
Independente disso, a democratização tem sido acompanhada de uma gradual melhora no sistema educacional. Gastos com a educação tem aumentado, chegando a 4,7% do produto interno bruto em 2000, em comparação com os 1,7% em 1989. A maior parte do aumento foi para melhorar os salários dos professores e atualizar o curriculum.
Em 2003 as academias militares nacionais admitiram cadetes mulheres pela primeira vez, abrindo outra porta para as mulheres que desejam se educar.

## Sistema educacional

### Ensino superior
De acordo com o governo dos Estados Unidos, o Paraguai não tem um sistema de ensino superior adequado. A Universidade Nacional, em Assunção, tem mais de três mil alunos.

## Cobertura e Qualidade
Em 2003 o índice de alfabetização do Paraguai era estimado em 94%, com muito pouca diferença entre homens e mulheres (94,9% e 93% respectivamente). As taxas de analfabetismo das áreas rurais excedem a média nacional. Segundo o censo de 2000 15% das mulheres e 10% dos homens vivendo em áreas rurais eram analfabetos.
Em 1989, estimava-se que 93% das crianças freqüentavam o ensino fundamental, mas apenas 24% delas cursavam o ensino médio. A educação é restrita em áreas rurais.
Pesquisas indicam que o Paraguai possui uma taxa de crianças matrículas na escola primária de 92%.